# Westerwolde
Westerwolde – miasto i gmina w prowincji Groningen, w Holandii. Według danych na rok 2021 miasto zamieszkiwało 26 215 osób, a gęstość zaludnienia wyniosła 95,1 os./km².

## Klimat
Klimat jest umiarkowany. Średnia temperatura wynosi 8 °C. Najcieplejszym miesiącem jest lipiec (18 °C), a najzimniejszym miesiącem jest luty (0 °C).